# 毛利五郎

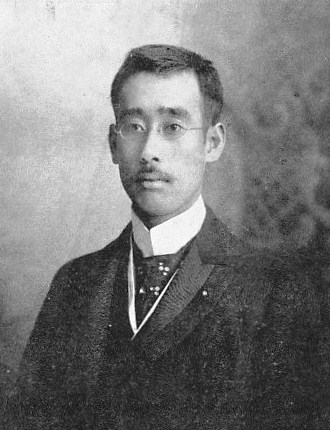
毛利五郎

毛利 五郎（もうり ごろう、1871年12月2日（明治4年10月20日） - 1925年（大正14年）12月22日）は、日本の男爵、貴族院議員。従四位勲四等

## 経歴
最後の長州藩主であった毛利元徳と妻の安子の五男として生まれる。父の跡を継いだ長兄元昭、再興小早川家の当主になった兄三郎・四郎、また他の華族家へ養子に出た弟たちとは異なり、1892年（明治25年）に毛利の家名で分家を興し、男爵位を受ける。慶應義塾幼稚舎を経てイギリス・ケンブリッジ大学ゴンヴィル・アンド・キーズ・カレッジに入学し、卒業する。
1896年（明治29年）に帰国し、1897年（明治30年）7月10日、貴族院男爵議員に選ばれる。また、第百十銀行取締役となる。関東大震災の時に受けた怪我がもとで死去した。

## 親族
- 妻 毛利正子（松平春嶽七女）
- 長男 毛利元良（貴族院男爵議員）[3]
- 長女 輝子（鶴殿家勝の妻〔離籍〕、三川一一の妻）[3]
- 二女・幸子 ‐ 岩垂邦彦の長男・岩垂好徳の妻。[4]
- 三女・煕子（照子）‐増田義一の長男・増田義彦（実業之日本社社長）の妻。[5][4]
- 孫 毛利秀雄（生物学者、四男・毛利敬四郎長男）

## 栄典
- 1892年（明治25年）3月16日 - 男爵[6]
- 1925年（大正14年）12月23日 - 帝都復興記念章[7]